# إذاعة الجزائر الدولية
إذاعة الجزائر الدولية هي إذاعة جزائرية بدأت بث برامجها في 19 مارس 2007، وتبث برامجها يومياً من منتصف النهار وحتى منتصف الليل بتوقيت الجزائر، مستخدمة الموجة القصيرة محليا، في حين تتوجه إلى البلدان العربية عبر القمرين الصناعيين عربسات ونايل سات، وللدول الأفريقية عبر قمر إن إن إس 7، ولأوروبا عبر قمر هوتبيرد، وأميركا الشمالية عبر غالاكسي. وتعتمد الإذاعة العربية كلغة رئيسية للتواصل، إضافة إلى بثها باللغات الفرنسية والإنجليزية والإسبانية، تبث إذاعة الجزائر الدولية برامج إخبارية متنوعة، سياسية واقتصادية ورياضية إلى جانب تحاليل وطنية ودولية.و  للاذاعه برامج مهمه يعد برنامج اليك الخط الذي يقدمه المذيع رفيق سحالي برنامجا تفاعليا  يقدم عبر هذه الإذاعة.مع الجمهور . بالاضافه إلى برنامجين مهمين يعتبران من اهم برامج الاذاعه هما برنامج صناعه الاعلام أشهر  برنامج سياسي تقدمه المذيعه   فيروز لمطاعي على امواج اذاعه الجزائر الدولية . والذي لاقى استحسان الجمهور كثيرا خاصه بالحديث عن نبرة صوت المذيعة التي وصفها الكثيرون بالجزيره ، وبالحديث ايضا عن المواضيع المختاره وتحاليلها المميزه مع المحلل السياسي الدكتور مصطفى سايح وعدد كبير من المحللين والخبراء الاستراتيجيين . بالاضافه إلى برنامج السلطه الخامسه الذي قدمه المذيع صهيب شرير والمذيعه فيروز لمطاعي قبل انتقاله لقناه العربيه في دبي والذي عرف ايضا بنقاشه المهم ومواضيعه المميزه . بالإضافه إلى بعض البرامج المهمه مثل برنامج نقاط على الحروف لمروان الوناس وبرنامج حدث وحديث للؤي عليوش.  

## وصلات أخرى

### وصلات داخلية
تميزت إذاعة الجزائر الدولية وبطاقمها الشاب بأصوات متعددة، لاقت استحسان الجمهور داخل وخارج الوطن، نذكر منها الإعلامية البارزة فيروز لمطاعي مقدمة برنامج صناعة الإعلام، والإعلامي صهيب شراير الذي غادر إلى قناة العربية، سامي قاسمي، مصطفى سوكحال، رفيق سحالي وغيرها.